# Insensibilitate congenitală la durere
Insensibilitate congenitală la durere (CIP), cunoscută și ca analgezie congenitală, este o maladie rară, cel mai des cu cauze genetice, caracterizată prin incapacitatea de a simți durerea sub orice formă, pe întreaga suprafață a corpului, dar cu prezența altor senzații tactile.